# Шольц-Куликов, Евгений Павлович
Евгений Павлович Шольц-Куликов (Шольц) (род. 1938, Москва) — советский, украинский и российский виноградарь и винодел, учёный-энолог, доктор технических наук (1991), профессор (1993) кафедры виноделия Академии биоресурсов и природопользования в составе Крымского федерального университета. Автор многих работ по виноделию и виноградарству. Создал 16 новых марок крымского вина.

## Биография
Родился в 1938 году в Москве. В 1960 году закончил Крымский ордена «Знак Почета» сельскохозяйственный институт имени М. И. Калинина. Учился на факультете плодоовощеводства и виноградарства и получил специальность учёный агроном со специализацией по виноградарству и виноделию. Трудовой путь начал в совхозе-заводе «Коктебель» Судакского района рабочим, затем технологом, начальником цеха, заведующим производством, главным технологом. Е. П. Шольц десять лет работал в виноградовинодельческих предприятиях Крыма: технологом в совхозе «Коктебель», главным шампанистом на Инкерманском заводе марочных вин, главным технологом на Симферопольском винзаводе и Симферопольском филиале Винницкого проектно-конструкторского технологического института.
Создал самостоятельно и в коллективе ряд марок крымского вина. На Симферопольском винзаводе Массандра создал полусладкие «Аликант», «Рубиновое», «Янтарное», участвовал в создании «Муската Коктебель»; на Севастопольском заводе шампанских вин — «Мускатного игристого», «Полусухого выдержанного шампанского», «Севастопольского игристого». Его вина удостаивались медалей на конкурсах в Тбилиси, Ялте, Братиславе, Софии.
С 1970 по 1994 год Е. П. Шольц работал в Крымском ордена «Знак Почета» сельскохозяйственном институте имени М. И. Калинина старшим преподавателем, доцентом кафедры виноградарства, затем доцентом и профессором кафедры технологии хранения и переработки сельскохозяйственной продукции. В 1994——1998 годах трудился в Министерстве сельского хозяйства и продовольствия Крыма в должности главного специалиста по внешнеэкономическим связям по управлению продовольственных ресурсов, с 1999 года — профессор кафедры технологии хранения и переработки сельскохозяйственной продукции Крымского государственного аграрного университета. Позднее Е. П. Шольц-Куликов восстановил в качестве отдельного подразделения и заведовал кафедрой виноделия ЮФ НУБиП Украины «КАТУ» НАУ.
Участвовал в разработке проекта Закона Украины «О винограде и виноградном вине».
После присоединения Крыма к России принял российское гражданство. После реорганизации ВУЗов Крыма работает в Академии биоресурсов и природопользования в составе Крымского федерального университета. Подготовил за годы деятельности более 1000 технологов-виноделов. Его ученики работают на территории России, Украины, Молдавии, Абхазии, в дальнем зарубежье. Отстаивает необходимость сохранения территориальных особенностей крымских сортов винограда и вина, выступает против упрощения технологии виноделия и появления винных суррогатов. Пропагандирует крымский винный туризм и культуру винопития и дегустаций.

## Научная деятельность
После завершения в 1972 году заочной аспирантуры под руководством Н. С. Охременко во Всесоюзном НИИВиВ «Магарач» защитил кандидатскую диссертацию с присвоением ему в 1974 году учёной степени кандидата технических наук. После защиты в 1990 году докторской диссертации «Усовершенствование технологии виноградных вин на основе новых показателей качества» под руководством профессора Валуйко Г. Г. Евгению Павловичу присваивается в 1991 году учёная степень доктора технических наук, а в октябре 1993 года — учёное звание профессора. Е. П. Шольц-Куликову принадлежит свыше 200 печатных работ, в числе которых 5 учебников и учебных пособий, 14 книг и брошюр; им получено шесть авторских свидетельств на изобретения в области виноделия.
Комитет по Государственным премиям АР Крым присудил ему в 1996 году Государственную премию Республики Крым за 1995 год в области науки и научно-технической деятельности. Е. П. Шольц-Куликов восстановил основанную в Симферополе в 1923 году профессором М. Ф. Щербаковым кафедру виноделия.

### Избранная библиография
- Акчурин Р. К., Шольц-Куликов Е. П., Павленко Н. М., Костюкевич В. Б., Яланецкий А. Я. Атлас крымских вин и коньяков. — Симферополь: ЧерноморПресс, 2003. — 320 с. — ISBN 5-89501-046-6, ISBN 966-572-366-9.
- Валуйко Г. Г., Шольц-Куликов Е. П. Теория и практика дегустации вин 2-е изд. Серия научно-технической литературы по виноделию.. — Симферополь: Таврида, 2005. — 232 с. — ISBN 966-584-171-8.
- Шольц-Куликов Е. П. Виноделие по-новому / Под ред. Г. Г. Валуйко.. — Симферополь: Таврида, 2009. — 320 с.
- Шольц-Куликов Е. П. ; под ред. Валуйко Г. Г. Новое виноделие. Учебник для высшей школы. — Ростов-на-Дону: ДГТУ, 2015. — 237 с. — ISBN 978-5-7890-1045-7.
- Шольц-Куликов Е. П. Щербаков Михаил Фёдорович — основатель первой в России высшей школы виноделия // Научные труды КубГТУ, № 8, 2015 год
- Шольц-Куликов Е.П., Бирюков А. П. Старейшина отечественного виноделия (к 95-летию со дня рождения профессора Г. Г. Валуйко) // Журнал Известия ВУЗ Пищевая технология. — 2019. — № 4 (370). — С. 6—7. — ISSN 0579-3009.